# Craniophora nigra
Craniophora nigra är en fjärilsart som beskrevs av Tutt 1890. Craniophora nigra ingår i släktet Craniophora och familjen nattflyn. Inga underarter finns listade i Catalogue of Life.